# Reserva índia Ramona
La reserva índia Ramona és la reserva índia de la tribu reconeguda federalment banda Ramona d'indis cahuilla de Califòrnia situada al comtat de Riverside (Califòrnia). Fou fundada en 1893. Té una superfície 560 acres (2,3 kilòmetres quadrats) i està situada a Anza (Califòrnia) al peu de la muntanya Thomas. La terra era originàriament territori Sauppalpisa i era un lloc on els cahuilla celebraven cerimònies tradicionals de recol·lecció.
La banda Ramona d'indis cahuilla té la seu a Anza (Califòrnia). Llur actual cap tribal és Manuel Hamiton.